# アントニオ・サンチェス・ナバーロ
アントニオ・サンチェス・ナバーロ（スペイン語: Antonio Sánchez Navarro、1997年4月22日 - ）は、スペインのサッカー選手。ポジションはミッドフィールダー。